# Aeropuerto Internacional de Muan

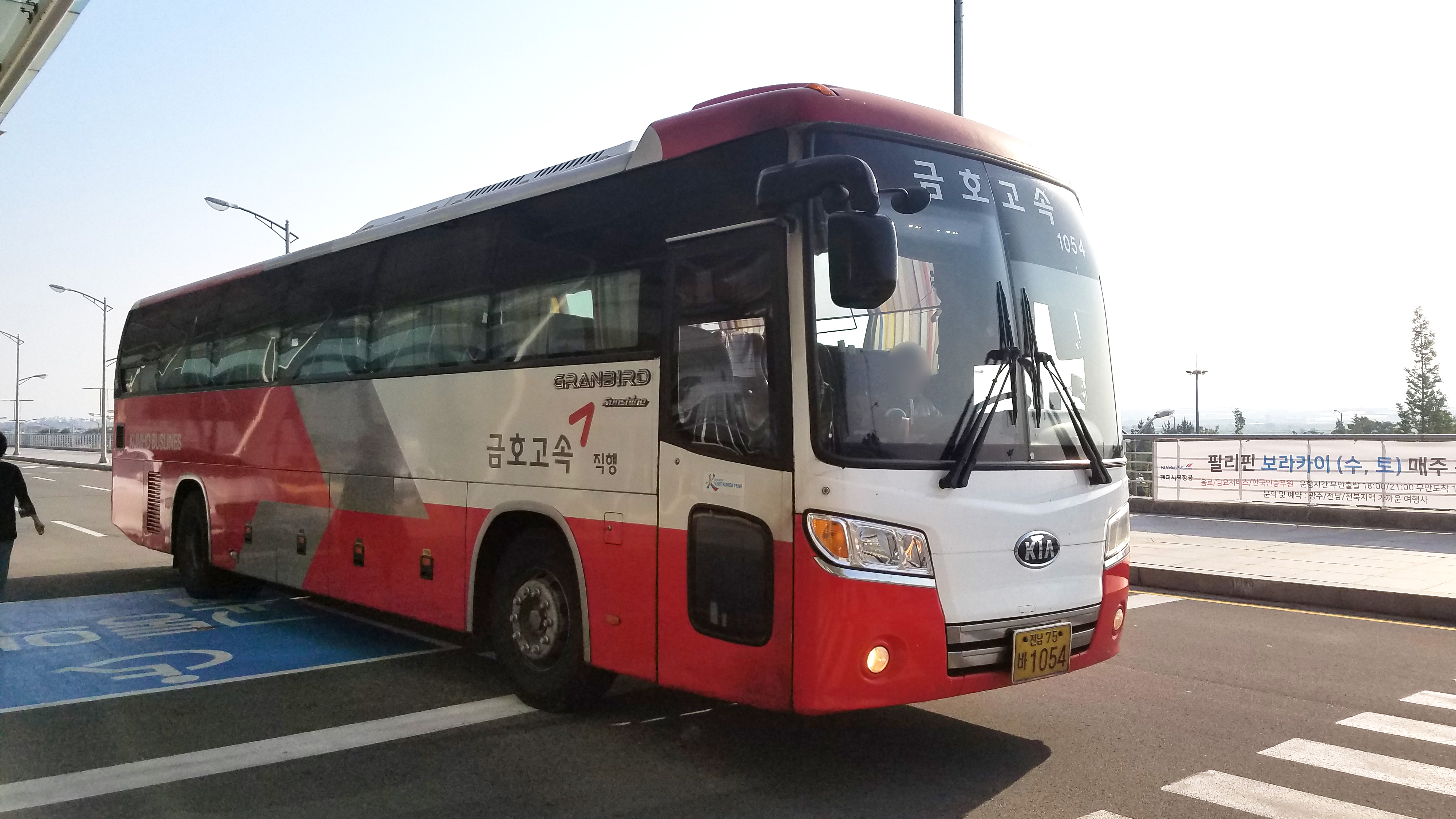
El autobús lanzadera procedente de la ciudad metropolitana de Gwangju llega al Aeropuerto Internacional de Muan, República de Corea (Corea del Sur).

El Aeropuerto Internacional de Muan (en Hangul: 무안국제공항, en Hanja: 務安國際空港) Muan Gukje Gonghang, McCune-Reischauer; Muan Kukche Konghang) (IATA: MWX, OACI: RKJB) es un aeropuerto en Muan, Jeollanam-do. La construcción del aeropuerto comenzó en 1997 y el aeropuerto fue inaugurado el 9 de noviembre de 2007. El aeropuerto sirve como aeropuerto de Gwangju y Mokpo. Reemplazó al Aeropuerto de Mokpo y se planea que reemplazase al Aeropuerto de Gwangju en un futuro cercano también. El aeropuerto está gestionado por Korea Airports Corporation. 

## Accidentes e incidentes
El 29 de diciembre de 2024, un vuelo de Jeju Air proveniente del Aeropuerto Suvarnabhumi de Bangkok, se estrelló en el Aeropuerto de Muan provocando la muerte de 179 personas.

## Aerolíneas y destinos

### Internacionales
- China Eastern Airlines | Shanghái-Pudong

### Domésticos
- T'way Airlines | Jeju